# Sebastian Smreczyński
Sebastian Smreczyński (ur. 6 grudnia 1976 w Nowym Targu) – polski hokeista występujący w Podhalu Nowy Targ, którego jest wychowankiem.

## Kariera klubowa
- Podhale Nowy Targ (1996–1998)
- SMS Warszawa (1998–1999)
- Podhale Nowy Targ (1999–2004)
- Cracovia (2004–2005)
- KTH Krynica (2005–2007)
- Podhale Nowy Targ (2007)

## Sukcesy
- Mistrzostwo Polski 1997 i 2007 z Podhalem Nowy Targ
- Mistrzostwo Interligi 2004 z Podhalem Nowy Targ
- Puchar Polski 2004 z Podhalem Nowy Targ